# リー郡区 (アイオワ州アデア郡)
リー郡区（りーぐんく　英語：Lee Township）は、アメリカ合衆国アイオワ州アデア郡にある17の郡区の一つである。2000年の国勢調査では人口245人。

## 地理
リー郡区の面積は77.0平方キロメートル（29.74平方マイル）で、郡区内に基礎自治体はない。